# Pterinochilus
Pterinochilus is een geslacht van spinnen uit de familie vogelspinnen (Theraphosidae).

## Soorten
De volgende soorten zijn bij het geslacht ingedeeld:
- Pterinochilus alluaudi Berland, 1914
- Pterinochilus andrewsmithi Gallon, 2009
- Pterinochilus chordatus (Gerstäcker, 1873)
- Pterinochilus cryptus Gallon, 2008
- Pterinochilus lapalala Gallon & Engelbrecht, 2011
- Pterinochilus lugardi Pocock, 1900
- Pterinochilus murinus Pocock, 1897
- Pterinochilus raygabrieli Gallon, 2009
- Pterinochilus simoni Berland, 1917
- Pterinochilus vorax Pocock, 1897